# Транзитный штемпель

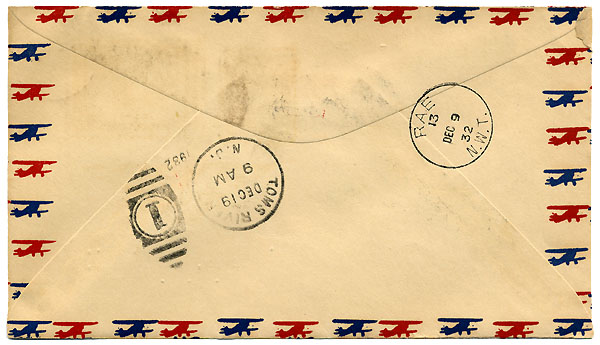
На обороте конверта 1932 года, отправленного из Рэй (Rae, Северо-Западные территории) в Томс-Ривер (Toms River) в штате Нью-Джерси, стоит штемпель исходящей корреспонденции Томс-Ривер

Транзи́тный ште́мпель (англ. backstamp) — в филателии календарный почтовый штемпель, проставляемый на оборотной стороне конверта (оболочки) почтового отправления и обозначающий почтамт или почтовое отделение по пути следования (транзитом), обмена почтой или сортировки почтового отправления.

## Описание
В роли транзитного штемпеля выступают обычные календарные почтовые штемпели, и, как правило, только по их расположению на оборотной стороне корреспонденции и по календарным датам на них можно определить их транзитную функцию. Транзитные штемпели не следует смешивать со штемпелем исходящей корреспонденции, который также ставится на обороте конверта как почтовый штемпель почтового отделения, доставляющего почтовое отправление адресату. Впрочем, транзитные штемпеля и штемпеля исходящей корреспонденции иногда для удобства или в силу местных почтовых правил ставятся на лицевой стороне конверта.
Транзитные штемпели используются с целью фиксации сроков доставки — длительных в случае пересечения океана на судах или коротких в случае доставки авиапочтой. Транзитные штемпели часто ставятся на заказных почтовых отправлениях для документирования цепочки перехода ответственности.
На почтовых отправлениях со сложным маршрутом может стоять более десятка транзитных штемпелей. Несмотря на то, что у таких конвертов запятнанный вид из-за множества заходящих друг на друга оттисков штемпелей, они встречаются редко и высоко ценятся филателистами, интересующимися историей почты, которые называют их «хорошо попутешествовавшими» («well travelled»).
Часто транзитные штемпели, применявшиеся в пунктах обработки корреспонденции, можно встретить на конвертах полярной почты.

## Виды транзитных штемпелей

### Штемпель сбрасывания
Одним из видов транзитных штемпелей является так называемый «штемпель сбрасывания», который ставился на почтовые отправления, сбрасываемые с самолёта или другого летательного аппарата с целью ускорения доставки адресату. Такие штемпели употреблялись на некоторых авиапочтовых отправлениях 1920—1930-х годов.